# 스테퍼니 스콧
스테퍼니 스콧(Stefanie Scott, 1996년 12월 6일 ~ )은 미국의 배우이다.

## 출연 작품
- 플립 (2010) - 데이나 트레슬러 역
- 매리 (2019) - 린제이 역